# Юнион (округ, Северная Каролина)
Округ Юнион (англ. Union County) располагается в США, штате Северная Каролина. По состоянию на 2010 год, численность населения составляла 201 292 человек. Был основан в 1842 году.

## География
По данным Бюро переписи США, общая площадь округа равняется 1658 км², из которых 1637 км² суша и 21 км² или 1,25 % это водоёмы.

## Население
По данным переписи населения 2010 года в округе проживает 201 292 жителей в составе 67 864 домашних хозяйств и 54 019 семей. Плотность населения составляет 75,00 человек на км2. На территории округа насчитывается 45 695 жилых строений, при плотности застройки около 28-ти строений на км2. Расовый состав населения: белые — 79,00 %, афроамериканцы — 11,70 %, коренные американцы (индейцы) — 0,40 %, азиаты — 1,60 %, гавайцы — 0,03 %, представители других рас — 5,30 %, представители двух или более рас — 1,90 %. Испаноязычные составляли 10,40 % населения независимо от расы.
В составе 42,10 % из общего числа домашних хозяйств проживают дети в возрасте до 18 лет, 64,60 % домашних хозяйств представляют собой супружеские пары проживающие вместе, 10,70 % домашних хозяйств представляют собой одиноких женщин без супруга, 6,10 % домашних хозяйств состоят из престарелых (65 лет и старше), проживающих в одиночестве. Средний размер домашнего хозяйства составляет 2,94 человека, и средний размер семьи 3,30 человека.
Возрастной состав округа: 32,90 % моложе 18 лет, 4,70 % от 18 до 24, 27,70 % от 25 до 44, 25,20 % от 45 до 64 и 25,20 % от 65 и старше. Средний возраст жителя округа 36,2 года. Мужчины составляли 49,4 % населения.